# Dan Krauss
Dan Krauss (* 1972) ist ein US-amerikanischer Filmregisseur, Kameramann und Filmproduzent im Bereich des Dokumentarfilms.

## Karriere
Dan Krauss studierte Journalismus und machte seinen Abschluss an der University of California, Berkeley.
Dan Krauss erstes Werk The Death of Kevin Carter: Casualty of the Bang Bang Club wurde bei der Oscarverleihung 2006 in der Kategorie Bester Dokumentar-Kurzfilm nominiert. Dabei war er als Kameramann, Filmproduzent und Regisseur verantwortlich. Es folgten weitere Dokumentarfilm wie Der gefährlichste Mann in Amerika – Daniel Ellsberg und die Pentagon-Papiere (2009), The Kill Team und O. J. Simpson: Made in America an denen Krauss mitwirkte.
Krauss erhielt seine zweite Oscar-Nominierung bei der Oscarverleihung 2017 für sein Werk Extremis.

## Filmografie (Auswahl)
- 2004: The Death of Kevin Carter: Casualty of the Bang Bang Club
- 2009: Der gefährlichste Mann in Amerika – Daniel Ellsberg und die Pentagon-Papiere (The Most Dangerous Man in America Daniel Ellsberg and the Pentagon Papers)
- 2014: The Kill Team
- 2016: O. J. Simpson: Made in America (O. J.: Made in America)
- 2016: Extremis
- 2019: The Kill Team